# Parafia św. Apostołów Piotra i Pawła w Lututowie
Parafia Świętych Apostołów Piotra i Pawła w Lututowie – parafia rzymskokatolicka należąca do dekanatu Lututów diecezji kaliskiej. Została utworzona w 1406. Mieści się przy ulicy Gimnazjalnej w Lututowie. Prowadzą ją księża diecezjalni.

## Kościół parafialny św. Piotra i Pawła w Lututowie
Kościół parafialny – murowany – został wzniesiony w latach 1910–1917 w stylu neoromańskim według projektu z 1907 architekta Jarosława Wojciechowskiego. Znajdują się w nim: obraz Matki Boskiej z 1639 r. i tablica epitafijna Biernackich z wmurowaną kulą armatnią z 1812 r., upamiętniająca gen. Józefa Biernackiego.
Kościół wpisany jest do rejestru zabytków (nr rej. 302 z 30 września 1981).
Poprzedni kościół, drewniany (na miejscu pierwotnego – zapewne z XVI w.), stał tu od 1730 i był fundowany przez: Michała Madalińskiego, podsędka wieluńskiego, Teodora Wierusza Niemojowskiego i Franciszka Gędkiewicza, kanonika wieluńskiego. 5 stycznia 2012 na skutek wichury częściowo zawalił się szczytowy fragment ściany kościoła.
Na cmentarzu parafialnym zachowane są groby okolicznych ziemian.